# Elena Karpuhina
Elena Karpuhina (ur. 1988 w Mołdawii) – polska tancerka baletowa pochodzenia mołdawskiego. 

## Życiorys
Rodzice Eleny pochodzą z Mołdawii i Ukrainy. Matka, Ałła Karpuhina (ur. 1948), uczyła tańca w Państwowej Szkole Baletowej w Gdańsku, której Elena jest absolwentką (2007). Zadebiutowała na konkursie Grand Prix, tańcząc (wraz z Leszkiem Cegiełkowskim) Grand Pas De Deux z baletu Śpiąca królewna Piotra Czajkowskiego. Od sezonu 2007/2008 jest tancerką w Bawarskim Balecie Państwowym, od jesieni 2010 występuje tam jako solistka. 
Nauczycielka tańca w Szkole Baletowej Vilsbiburg (2012–2013) i w Międzynarodowej Szkole Baletowej w Monachium (2012–2015), profesor baletu klasycznego na Uniwersytecie Muzyki i Teatru w Monachium, Akademia Baletu (2013–2015).

## Nagrody i wyróżnienia
- I miejsce w grupie młodszych dziewcząt na XIII Ogólnopolskim Konkursie Tańca im. Wojciecha Wiesiołłowskiego w Gdańsku (2003)
- I miejsce w grupie starszych dziewcząt na XIV Ogólnopolskim Konkursie Tańca w Gdańsku oraz zakwalifikowanie do udziału w konkursie Eurowizji dla Młodych Tancerzy (2005)
- II miejsce (wraz z Michałem Wylotem) na XI Konkursie Eurowizji dla Młodych Tancerzy w Warszawie (2005)[8]
- Nagroda Miasta Gdańska dla Młodych Twórców w Dziedzinie Kultury (2005)[9]
- Główna Nagroda w Międzynarodowym Konkursie Baletowym w Brnie (2006)
- tytuł "najbardziej uzdolnionej tancerki w konkursie" na XXII Międzynarodowym Konkursie Baletowym w Warnie (2006)
- Główna Nagroda Ogólnopolskiego Konkursu Baletowego Złote Pointy w Szczecinie (2007)[10]
- Grand Prix XV Ogólnopolskiego Konkursu Tańca w Gdańsku (2007)[11][12]
- Nagroda Prezydenta Miasta Gdańska w Dziedzinie Kultury za promowanie Miasta Gdańska poprzez udział w licznych konkursach w kraju i za granicą (2007)[13]

Źródło:.